# عباس أباد (دلفان)
عباس أباد (بالفارسية: عباس‌آباد) هي مستوطنة تقع في قسم ميربغ الجنوبي الريفي (مقاطعة دلفان) في إيران. يقدر عدد سكانها بـ 30 نسمة .